# Lista terytoriów Rzeszy zmediatyzowanych w latach 1795–1814
Lista państw, kościelnych terytoriów udzielnych i wolnych miast Rzeszy Świętego Cesarstwa Rzymskiego zmediatyzowanych w latach 1795–1814:

## Zsekularyzowane kościelne terytoria udzielne
| Biskupstwa i arcybiskupstwa | Opactwa, klasztory i prepozytury | Opactwa, klasztory i prepozytury |
| --- | --- | --- |
| - Augsburg - Bamberg - Bazylea - Bressanone - Chur - Kolonia - Konstancja - Eichstätt - Freising - Hildesheim - Liège - Lubeka - Moguncja - Münster - Osnabrück - Paderborn - Pasawa - Ratyzbona - Salzburg - Spira - Strasburg - Trent - Trewir - Wormacja - Würzburg | - Baindt - Berchtesgaden - Beuron - Bad Buchau - Corvey - Elchingen - Ellwangen - Essen - Fulda - Gutenzell - Heggbach - Heiligkreuzthal - Herford - Kaisheim (Kaisersheim) - Kempten - Marchthal - Niedermünster-in-Regensburg - Neresheim - Ochsenhausen - Obermünster-in-Regensburg - Petershausen | - Kwedlinburg - Roth - Rottenmünster - Salem - Schöntal - Bad Schussenried - Söflingen - Sorlingen - Stablo-Malmedy - St. Blasien - St. Kornelimünster - St. Emmeram - St. Gall - Thorn - Weingarten - Weissenau - Werden-Helmstedt - Wiblingen - Zwiefalten |

## Zmediatyzowane monarchie

### Elektoraty
- Hesja (1807) → Westfalia

### Księstwa
- Anhalt-Bernburg-Schaumburg-Hoym (1806) → Anhalt-Bernburg
- Arenberg (1810) → Wielkie Księstwo Bergu
- Auersperg (1806) → Księstwo Karyntii
- Colloredo (1806) → Królestwo Czech
- Croÿ (1806)
- Dietrichstein (1806) → Królestwo Prus
- Erbach (1806) → Królestwo Bawarii
- Esterházy (1806) → Królestwo Węgier
- Fugger: księstwo Fugger-Babenhausen 1806; hrabstwo Fugger-Glött 1806; hrabstwo Fugger-Kirchberg-Weissenhorn 1806; hrabstwo Fugger-Kirchheim 1806; hrabstwo Fugger-Nordendorf 1806
- Fürstenberg: księstwo Fürstenberg-Pürglitz 1806
- Hohenlohe (1806) → Wielkie Księstwo Badenii
- Isenburg: księstwo Isenburg 1814; hrabstwo Isenburg-Büdingen 1806; hrabstwo Isenburg-Meerholz 1806; hrabstwo Isenburg-Wächtersbach 1806
- Kaunitz-Rietberg: księstwo Kaunitz-Rietberg 1806
- Khevenhüller-Metsch: księstwo Khevenhüller-Metsch 1806
- Leiningen: księstwo Leiningen 1806; hrabstwo Leiningen-Alt-Westerburg 1806; hrabstwo Leiningen-Billigheim 1806; hrabstwo Leiningen-Neudenau; 1806 hrabstwo Leiningen-Neu-Westerburg 1806
- Leyen: księstwo Leyen 1814
- Lobkowicz: księstwo Lobkowicz 1806
- Looz und Corswarem: księstwo (diuk) Looz-Corswarem 1806
- Metternich (1808) → Królestwo Westfalii
- Orsini i Rosenberg: księstwo Orsini i Rosenberg 1806
- Öttingen (1806) → Królestwo Bawarii
- Salm: Wild- i Rhinegrave Salm-Horstmar 1806; księstwo Salm-Kyrburg 1810; hrabstwo Salm-Reifferscheid-Dyck 1806; hrabstwo Salm-Reifferscheid-Hainsbach 1806; księstwo Salm-Reifferscheid-Krautheim 1806; księstwo Salm-Salm 1810
- Sayn-Wittgenstein: księstwo Sayn-Wittgenstein-Berleburg 1806; księstwo Sayn-Wittgenstein-Hohnstein 1806
- Schwarzenberg: księstwo Schwarzenberg 1806
- Sinzendorf: księstwo Sinzendorf 1806
- Starhemberg: księstwo Starhemberg 1806
- Thurn und Taxis: księstwo Thurn und Taxis 1806
- Trauttmansdorff (1806) → Królestwo Bawarii
- Waldburg (1806) → Wielkie Księstwo Badenii
- Wied (1806) → Wielkie Księstwo Badenii
- Windisch-Grätz (1806) → Arcyksięstwo Austriackie

### Landgrafostwa
- Hesja-Homburg (1806) → Hesja-Darmstadt

### Hrabstwa
- Aspremont-Lynden (1806)
- Bentheim: hrabstwo Bentheim-Bentheim i Steinfurt 1806; hrabstwo Bentheim-Tecklenburg-Rheda 1806
- Castell: hrabstwo Castell-Castell 1806; hrabstwo Castell-Rüdenhausen 1806
- Giech: hrabstwo Giech 1806
- Grävenitz: hrabstwo Grävenitz 1806
- Harrach: hrabstwo Harrach zu Thannhausen 1806
- Königsegg: hrabstwo Königsegg-Aulendorf 1806
- Küfstein: hrabstwo Küfstein-Greillenstein 1806
- Limburg-Styrum: hrabstwo Limburg-Styrum-Borkelö 1806; hrabstwo Limburg-Styrum-Bronchhorst 1806
- Löwenstein-Wertheim: hrabstwo Löwenstein-Wertheim-Freudenberg 1806; księstwo Löwenstein-Wertheim-Rosenberg 1806
- Neipperg: hrabstwo Neipperg 1806
- Nesselrode: hrabstwo Nesselrode 1806
- Ortenburg: hrabstwo Ortenburg-Neuortenburg 1806
- Ostein: hrabstwo Ostein 1806
- Pappenheim: hrabstwo Pappenheim 1806
- Platen-Hallermund: hrabstwo Platen-Hallermund 1806
- Plettenberg: hrabstwo Plettenberg-Wittem 1806
- Pückler i Limpurg: hrabstwo Pückler i Limpurg 1806
- Quadt: hrabstwo Quadt-Isny 1806
- Rechberg i Rothenlöwen: hrabstwo Rechberg i Rothenlöwen 1806
- Rechteren-Limpurg: hrabstwo Rechteren 1806
- Schäsberg: hrabstwo Schäsberg-Thannheim 1806
- Schlitz genannt von Görtz: hrabstwo Schlitz genannt von Görtz 1806
- Schönborn: hrabstwo Schönborn-Wiesentheid 1806
- Schönburg: hrabstwo Schönburg-Penig-Vorderglauchau-Wechselburg 1806; hrabstwo Schönburg-Rochsburg-Hinterglauchau 1806; księstwo Schönburg-Waldenburg 1806
- Sickingen: hrabstwo Sickingen 1806
- Solms: hrabstwo Solms-Baruth 1806; księstwo Solms-Braunfels 1806; księstwo Solms-Hohensolms-Lich 1806; hrabstwo Solms-Laubach 1806; hrabstwo Solms-Rödelheim-Assenheim 1806; hrabstwo Solms-Rödelheim und Assenheim 1806; hrabstwo Solms-Wildenfels 1806
- Stadion:  hrabstwo Stadion-Thannhausen 1806;  hrabstwo Stadion-Warthausen 1806
- Sternberg-Manderscheid: hrabina Sternberg-Manderscheid 1806
- Stolberg:  hrabstwo Stolberg-Rossla 1806;  hrabstwo Stolberg-Stolberg 1806;  hrabstwo Stolberg-Wernigerode 1809
- Törring: hrabstwo Törring-Jettenbach 1806
- Waldbott von Bassenheim: hrabstwo Waldbott von Bassenheim 1806
- Waldeck: hrabstwo i hrabina Waldeck-Limpurg 1806
- Wallmoden: hrabstwo Wallmoden-Gimborn 1806
- Wartenberg: hrabstwo Wartenberg-Roth 1806
- Wurmbrand-Stuppach: hrabstwo Wurmbrand-Stuppach 1806

### Baronostwa
- Bentinck: baronostwo Bentinck 1807
- Boyneburg-Bömelberg: baronostwo Boyneburg-Bömelberg 1806

## Państwa Rzeszy zniesione przez Napoleona
W latach 1806–1814 zniesione zostały także państwa utworzone przez Napoleona dla swoich dowódców i krewnych:
- Księstwo Aschaffenburga (1806) → Wielkie Księstwo Frankfurtu
- Wielkie Księstwo Frankfurtu (1814)
- Królestwo Westfalii (1813)
- Wielkie Księstwo Würzburga (1814)

## Zmediatyzowane wolne miasta Rzeszy
| - Akwizgran - Aalen - Augsburg - Biberach an der Riß - Bopfingen - Buchau - Buchhorn - Kolonia - Dinkelsbühl - Dortmund - Esslingen am Neckar - Frankfurt - Friedberg - Gengenbach - Giengen - Goslar | - Heilbronn - Isny im Allgäu - Kaufbeuren - Kempten (Allgäu) - Leutkirch im Allgäu - Lindau (Bodensee) - Memmingen - Mühlhausen/Thüringen - Nordhausen - Nördlingen - Norymberga - Offenburg - Pfullendorf - Ravensburg - Ratyzbona - Reutlingen | - Rothenburg ob der Tauber - Rottweil - Schwäbisch Gmünd - Schwäbisch Hall - Schweinfurt - Spira - Überlingen - Ulm - Wangen im Allgäu - Weil - Weißenburg - Wetzlar - Wimpfen - Windsheim - Wormacja - Zell am Harmersbach |

Jedyne niemieckie wolne miasta, które nie utraciły w 1803 r. swojego statusu, to:
- Augsburg (zniesione 1805)
- Brema
- Frankfurt (zniesione 1866)
- Hamburg
- Lubeka (zniesione 1937)
- Norymberga (zniesione 1806)

## Konsekwencje
Mediatyzowane obszary były włączane do większych państw niemieckich. Największymi beneficjentami mediatyzacji były królestwa Prus, Bawarii i Wirtembergii oraz wielkie księstwo Badenii.
|                   | Straty                       | Zyski                        |
| ----------------- | ---------------------------- | ---------------------------- |
| Królestwo Prus    | 2000 km² 140 tys. ludności   | 12 000 km² 600 tys. ludności |
| Królestwo Bawarii | 10 000 km² 600 tys. ludności | 14 000 km² 850 tys. ludności |
| Badenia           | 450 km² 30 tys. ludności     | 2000 km² 240 tys. ludności   |
| Wirtembergia      | 400 km² 30 tys. ludności     | 1500 km² 120 tys. ludności   |